# Viburnum rufidulum
Viburnum rufidulum är en desmeknoppsväxtart som beskrevs av Constantine Samuel Rafinesque. Viburnum rufidulum ingår i släktet olvonsläktet, och familjen desmeknoppsväxter. Inga underarter finns listade i Catalogue of Life.

## Bildgalleri

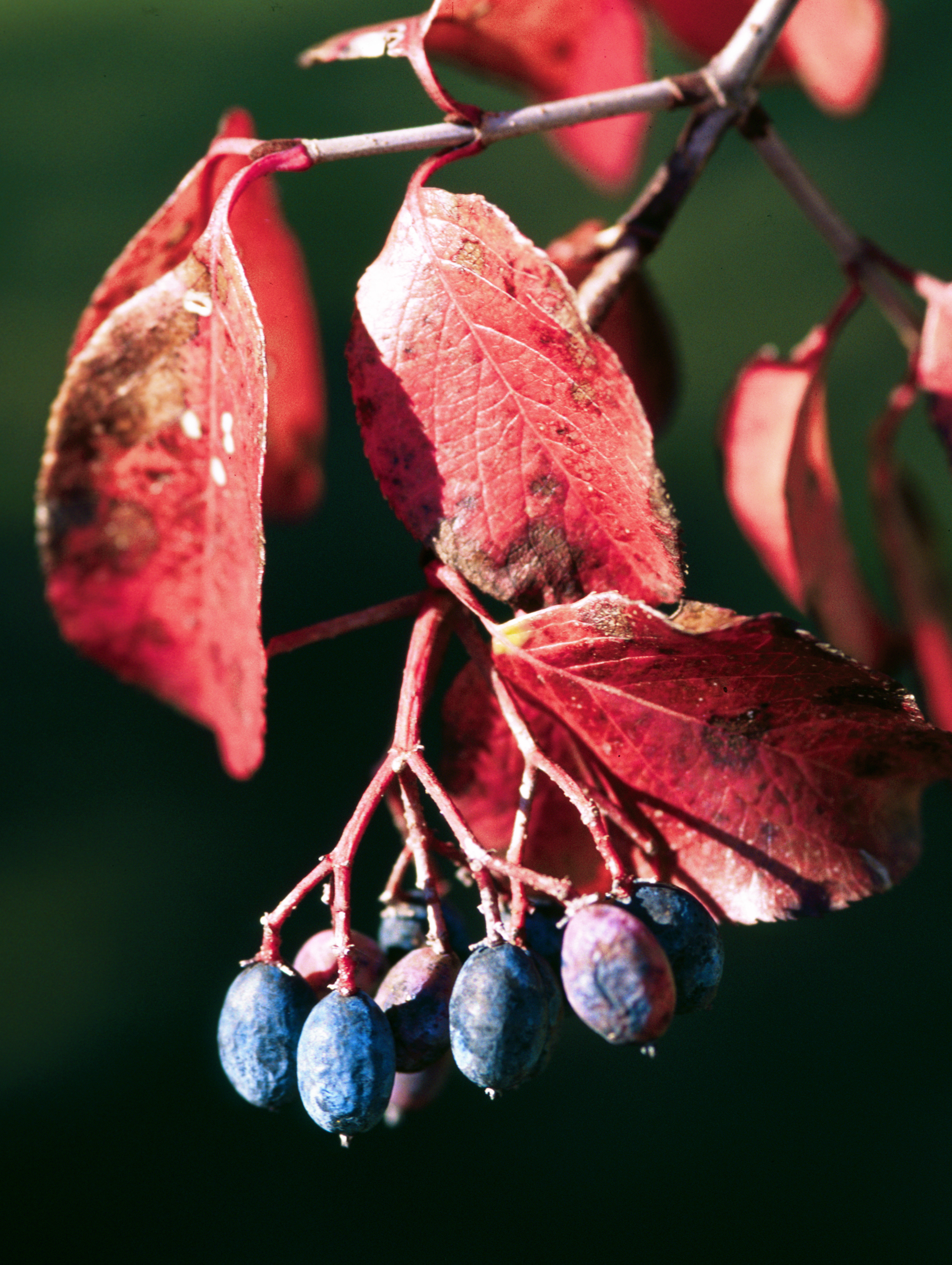